# Ptychomitrium exaratifolium
Ptychomitrium exaratifolium är en bladmossart som beskrevs av H. Robinson 1960. Ptychomitrium exaratifolium ingår i släktet atlantmossor, och familjen Ptychomitriaceae. Inga underarter finns listade i Catalogue of Life.